# Teberda
Teberda (russisch Теберда) ist eine Kleinstadt in der nordkaukasischen Republik Karatschai-Tscherkessien in Russland mit 9058 Einwohnern (Stand 14. Oktober 2010).

## Geografie
Die Stadt liegt im Großen Kaukasus etwa 100 km südlich der Republikhauptstadt Tscherkessk am gleichnamigen Fluss Teberda, einem linken Nebenfluss des Kuban. Das Stadtzentrum liegt auf einer Höhe von etwa 1300 Metern. Damit ist Teberda die höchstgelegene Stadt Russlands. Die den Ort umschließenden Nebenkämme des Kaukasushauptkammes erreichen in diesem Bereich Gipfelhöhen von 3746 m (Malaja Marka) und 3822 m (Kyschkadscher). Der südöstlich des Ortsteils Dombai an der Grenze zu Georgien gelegene Dombai-Ulgen ist mit 4046 m westlichster Viertausender des Kaukasus.
Teberda ist der Stadt Karatschajewsk administrativ unterstellt.
Die Stadt liegt an der alten Suchumer Heerstraße, die über den 2781 Meter hohen Kluchorpass ins abchasische Sochumi führt (für PKW schwer befahrbar, seit dem Konflikt 1992/93 gesperrt).

## Geschichte
Der Ort entstand 1868 als karatschaische Siedlung, nach der sie bewohnenden Sippe Baitschoraly-Kabak genannt.
Zu Beginn des 20. Jahrhunderts entstanden die ersten privaten Landhäuser reicher Russen, deren erstes 1925 in ein Tuberkulosesanatorium umgewandelt wurde. In den Folgejahren entstand eine größere Anzahl von Sanatorien, das Dorf wurde zum Kurort ausgebaut, der 1929 unter dem heutigen Namen (nach dem Fluss) den Status einer Siedlung städtischen Typs erhielt.
Diese Entwicklung setzte sich nach dem Zweiten Weltkrieg fort, als bis in die 1970er Jahre Sanatorien wie Gornoje uschtschelje (Bergschlucht), Kluchori, die Hotels Teberda und Dombai sowie die Bergsportbasis Asgek entstanden. Damit wurde Teberda – neben dem oberen Baksantal südwestlich des Elbrus (Terskol, Asau) – zum wichtigsten touristischen Zentrum der Sowjetunion im Zentralteil des Kaukasus.
1971 erhielt die Siedlung das Stadtrecht.

### Bevölkerungsentwicklung
| Jahr | Einwohner |
| ---- | --------- |
| 1939 | 3211      |
| 1959 | 4433      |
| 1970 | 6524      |
| 1979 | 6637      |
| 1989 | 8840      |
| 2002 | 7827      |
| 2010 | 9058      |

Anmerkung: Volkszählungsdaten

## Kultur und Sehenswürdigkeiten

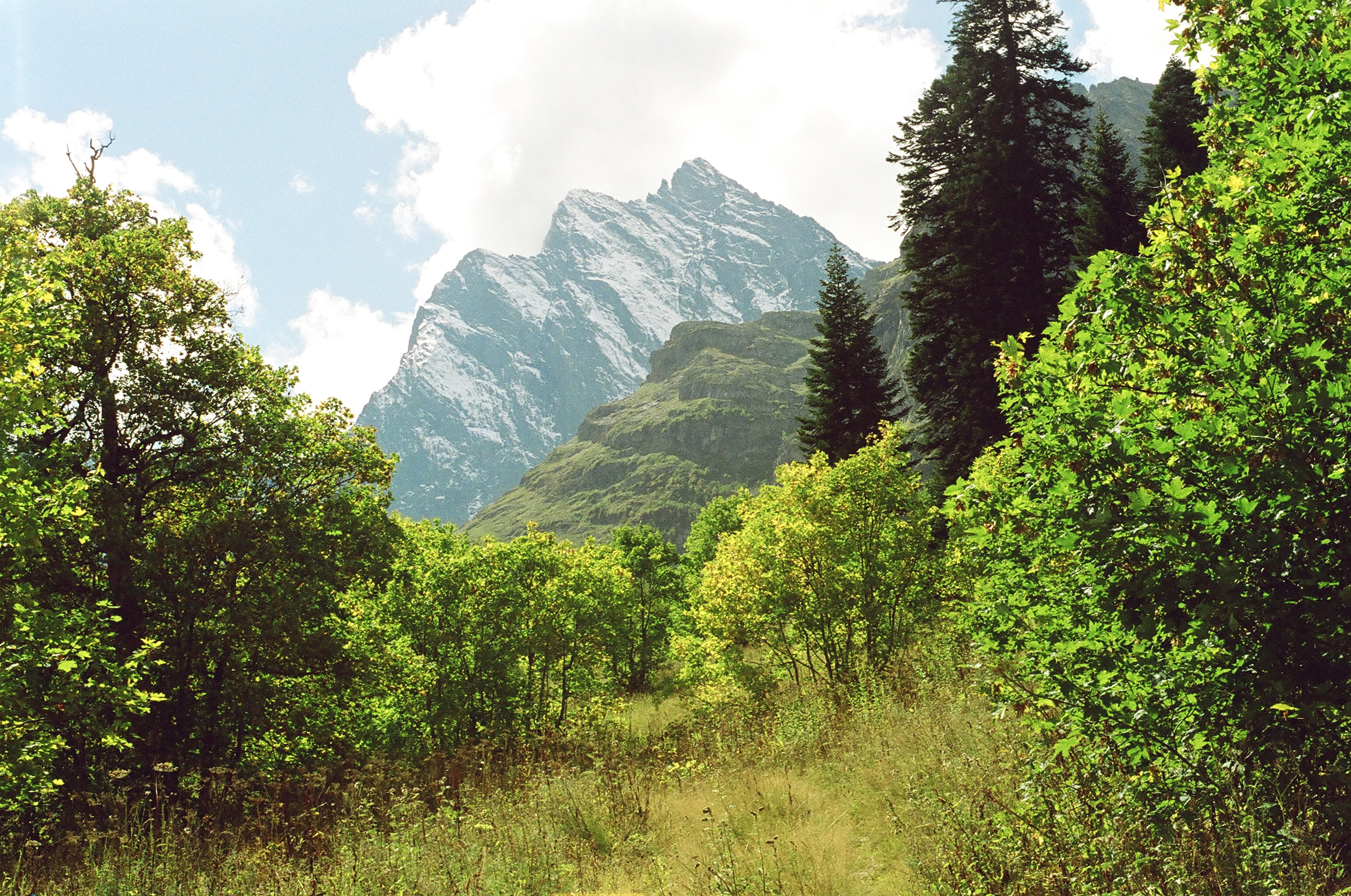
Teberda-Naturreservat

Hauptsehenswürdigkeit ist die den Ort umgebende Hochgebirgslandschaft. Südlich der Stadt erstreckt sich das ursprünglich bereits 1936 eingerichtete Teberda-Naturreservat, heute etwa 85.000 Hektar groß, Biosphärenreservat und seit 1994 Träger des Europäischen Diploms für geschützte Gebiete. Das Naturschutzgebiet ist allerdings abschnittsweise durch die Entwicklung des Tourismus, besonders des alpinen Skisports, bedroht. Die Verwaltung des Gebietes befindet sich in Teberda.
In Teberda gibt es ein Museum zur Geschichte des Ortes und des Tourismus und Bergsports in diesem Gebiet sowie ein Mineralogisches Museum.

## Wirtschaft
Teberda ist Bergsport- und alpines Skizentrum sowie Luftkurort.

## Persönlichkeiten
- Kanamat Botaschew (1959–2022), Generalmajor der russischen Luftstreitkräfte